# Zero Gravity (пісня Кейт Міллер-Гайдке)
«Zero Gravity» — пісня австралійської співачки Кейт Міллер-Гайдке. 25 січня 2019 року пісня вийшла як сингл і, здобувши перемогу на Eurovision: Australia Decides, отримала право представляти Австралію на Пісенному конкурсі Євробачення 2019. На премії APRA Music Awards 2020 пісня потрапила в шорт-лист номінації «Пісня року». 

## Пісенний конкурс Євробачення

### Відбір
Відбір пісні на участь від Австралії на Євробаченні 2019 відбувся за допомогою використання національного відбору Australia Decides 2019. 
17 січня 2019 року було оголошено 10 учасників відбору, серед яких, зокрема, була й Кейт Міллер-Гайдке з піснею «Zero Gravity». 
9 лютого 2019 року відбувся фінал Australia Decides 2019, під час якого шляхом голосування журі (50%) та глядачів (50%) переможцем було обрано «Zero Gravity». Пісня отримала перше місце як від глядачів (87 балів), так і від журі (48 балів), що надало Кейт Міллер-Гайдке право представляти Австралію на Пісенному конкурсі Євробачення 2019.

### На Євробаченні
Пісня була виконана під час першого півфіналу Євробачення 14 травня 2019 року і пройшла до фіналу. «Zero Gravity» принесла Австралії перше місце у півфіналі з 261 балом (140 від глядачів та 121 від журі).
У фіналі конкурсу Кейт Міллер-Гайдке виступила під 25 номером. Австралія отримала 131 бал від глядачів та 153 бали від журі, що принесло країні 284 бали та 9 місце на Євробаченні 2019. Під час виступу співачка й двоє танцюристів були на великих бенді-жердинах і використовували вагу свого тіла, щоб гойдатися в повітрі над сценою.